# آدم كامبل
آدم كامبل (بالإنجليزية: Adam Campbell)‏ (و. 1980 – م) هو ممثل، من المملكة المتحدة، ولد في باث.

## التعليم
تعلم في الأكاديمية الملكية للفنون المسرحية، في تخصص تمثيل، وتحصل منها على بكالوريوس الآداب.

## وصلات خارجية
- آدم كامبل على موقع IMDb (الإنجليزية)
- آدم كامبل على موقع ألو سيني (الفرنسية)
- آدم كامبل على موقع أول موفي (الإنجليزية)
- آدم كامبل على موقع قاعدة بيانات الأفلام السويدية (السويدية)
- آدم كامبل على موقع كينوبويسك (الروسية)